# Franz Eugen Köhler
- Nota: no se debe confundir con Franz Eugen Köhler (1863-1914), editor-impresor en Gera y que casualmente editó e imprimió la obra de Hermann Adolph Koehler (1834-1879), botánica alemán a menudo confundido con los dos homónimos.

Franz Eugen Köhler ( 1889- ?) fue un botánico, y algólogo alemán.
- La abreviatura «F.E.Köler» se emplea para indicar a Franz Eugen Köhler como autoridad en la descripción y clasificación científica de los vegetales.[1]